# عجمة (لغة)
العجمة هي كون الكلمة من غير أوزان العربية، أو من غير أوضاعها كنوح ولوط، ولا يعرف ذلك إلا بالسماع، وهي من أسباب منع الصرف، وأعم من التعريب.